# Z-Chen
Z-Chen Chang (pinyin: Zhang Zhicheng, chino tradicional: 张智成, caracteres simplificados: 张智成, nacido el 8 de mayo de 1973) es un cantante malayo, que ha tenido mucho éxito en Taiwán.
Es más conocido como Z-Chen y a la vez es apodado por sus seguidores como el pequeño príncipe del rhythm and blues. Tuvo además un contrato firmado con el sello discográfico HIM International Music, hasta 2006 cuando terminó el contrato.

## Discografía
- 2001: 名字 (My Name)
- 2002: May I Love You?
- 2003: 凌晨三點鐘 (3 a. m.)
- 2003: Listen To Me
- 2004: 蒐藏張智成 (Hiding Z-Chen)
- 2005: 快樂 (Happiness)
- 2006: 愛情樹 (Tree of Love)
- 2009: 暗戀 (Secret Love)